# Cratolestes wirthi
Cratolestes wirthi là một loài ruồi trong họ Asilidae. Cratolestes wirthi được Artigas miêu tả năm 1970. Loài này phân bố ở vùng Tân nhiệt đới.